# Pomnik Zniesienia Niewolnictwa

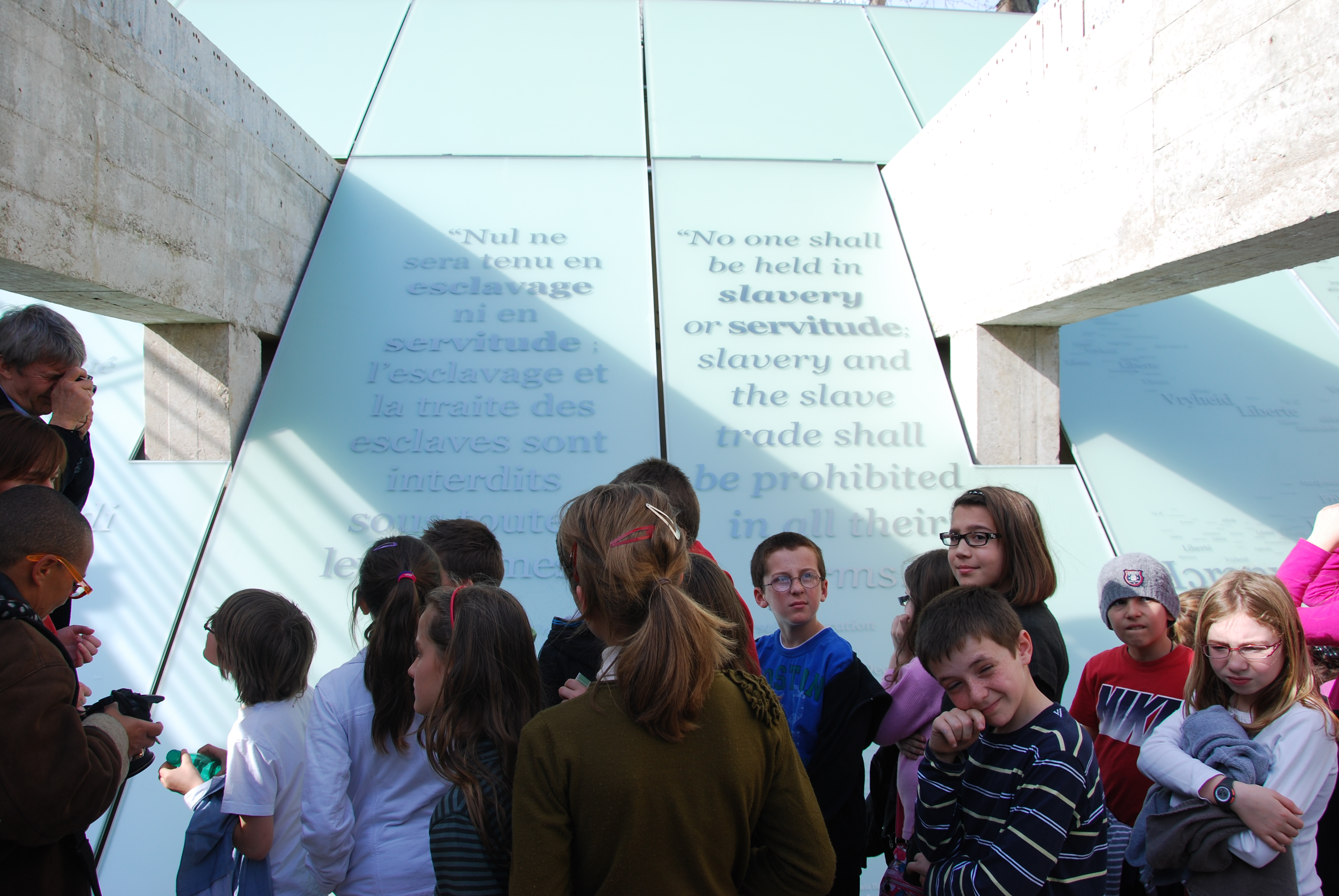
Fragment pomnika z cytatem z Powszechnej Deklaracji Praw Człowieka

Pomnik Zniesienia Niewolnictwa (fr. Mémorial de l'abolition de l'esclavage) – wzniesione w Nantes założenie architektoniczne, pełniące funkcję upamiętnienia zniesienia niewolnictwa, autorstwa Krzysztofa Wodiczki i Juliana Bondera, odsłonięte 25 marca 2012 r..
W XVIII wieku miasto Nantes było największym we Francji ośrodkiem handlu niewolnikami. Handel ten stał się podstawą rozwoju gospodarczego i bogactwa miasta, mimo że w samym Nantes nigdy nie było niewolników. 
Decyzję o zbudowaniu pomnika podjęto w 1998 r. z okazji 150. rocznicy zniesienia niewolnictwa, a w 2002 r. rozstrzygnięto międzynarodowy konkurs na jego projekt. Zwyciężyła koncepcja polskiego artysty Krzysztofa Wodiczki, który wkrótce zaprosił do współpracy amerykańsko-argentyńskiego architekta Juliana Bondera. Ostateczny projekt przedstawiono radzie miasta Nantes w 2005 r., a w 2010 r. rozpoczęto prace konstrukcyjne, obejmujące m.in. przebudowę nabrzeża Loary. Na odsłonięciu pomnika 25 marca 2012 obecni byli m.in.: były prezydent Beninu Nicéphore Soglo, deputowana z Gujany Francuskiej Christiane Taubira, francuski piłkarz pochodzenia gwadelupskiego Lilian Thuram i mer Nantes Jean-Marc Ayrault.
Pomnik umieszczony jest na nabrzeżu Quai de la Fosse, w pobliżu  portu, gdzie odbywał się handel trójkątny oraz mostu pieszego im. Victora Schœlchera, ministra odpowiedzialnego za zniesienie niewolnictwa w 1848. Składa się z części naziemnej (promenady o długości ok. 350 metrów i powierzchni ok. 7000 m²) i podziemnego pasażu (ok. 1500 m²). W nawierzchni części naziemnej znajduje się 2000 szklanych płyt, we wnętrzu których umieszczono daty wypraw i nazwy statków handlowych, które wyruszały z Nantes po niewolników oraz nazwy innych portów związanych z handlem ludźmi. W podziemnym pasażu umieszczono tekst Powszechnej Deklaracji Praw Człowieka oraz słowo „WOLNOŚĆ” w 47 językach. Są tu również historyczne teksty dotyczące niewolnictwa, w tym wypowiedzi abolicjonistów i zwolenników niewolnictwa.